# Orešac (Suhopolje)
Pour les articles homonymes, voir Orešac.
Orešac est un village de la municipalité de Suhopolje (Comitat de Virovitica-Podravina) en Croatie. Au recensement de 2011, le village comptait 389 habitants.